# Darmstadt-Kranichstein (stacja kolejowa)
Darmstadt-Kranichstein (niem. Bahnhof Darmstadt-Kranichstein) – stacja kolejowa w Darmstadt, w kraju związkowym Hesja, w Niemczech. Znajduje się w dzielnicy Kranichstein, gdzie znajduje się Muzeum kolejowe Darmstadt-Kranichstein. Część stacji zajmuje stacja rozrządowa o tej samej nazwie.
Według klasyfikacji Deutsche Bahn ma kategorię 6.

## Historia
Otwarta w 1858 roku gdy wschodnia część Rhein-Main-Bahn wybudowana przez Hessische Ludwigsbahn (HLB) z Darmstadt do Aschaffenburga została otwarta. Ruch towarowy rozpoczął się w dniu 15 listopada 1858, a ruch pasażerski  25 grudnia 1858.

## Linie kolejowe
- Rhein-Main-Bahn